# فرودگاه کاکامگا
فرودگاه کاکامگا (به انگلیسی: Kakamega Airport) یک فرودگاه همگانی، غیرنظامی با کد یاتا GGM است که یک باند فرود آسفالت دارد و طول باند آن ۱۰۴۰ متر است. این فرودگاه در شهر کاکامگا، کنیا کشور کنیا قرار دارد و در ارتفاع ۱۵۳۰ متری از سطح دریا واقع شده است.